# Багва (притока Срібної)
 Бачва, Багва — річка у Буцькій селищній та Виноградській сільській громадах Черкаської області, ліва притока Срібної (басейн Південного Бугу).

## Опис
Довжина річки 12 км, висота витоку річки над рівнем моря — 213 м; висота гирла над рівнем моря — 190 м; падіння річки — 23 м; похил річки — 3,7 м/км. Формується з багатьох безіменних струмків та водойм. Площа басейну 67,2 км².

## Розташування
Багва бере початок з водойми на південній околиці села Багва і протікає через нього. Тече переважно на північний захід у межах села Рубаний Міст. У селі Русалівка впадає в річку Срібну, ліву притоку Гірського Тікичу.